# Epiblema strenuana
The Stem-Galling Moth or Ragweed Borer (Epiblema strenuana) là một loài bướm đêm thuộc họ Tortricidae. Nó là loài đặc hữu của Bắc Mỹ, nhưng nó được du nhập vào Úc from México to control the weeds trong họ Asteraceae (Xanthium occidentale, Ambrosia artemisiifolia và Parthenium hysterophorus) năm 1982.
Sải cánh dài khoảng 15 mm.
Ấu trùng chủ yếu ăn Asteraceae species, bao gồm Ambrosia và Xanthium. It has also been recorded on Chenopodium species. 